# Franz Xaver Gruber (Maler)
Franz Xaver Gruber (* 29. September 1801 in Wien; † 12. April 1862 ebenda) war ein österreichischer Blumen- und Genremaler. Er bekam den Spottnamen Distelgruber.

## Leben und Werk

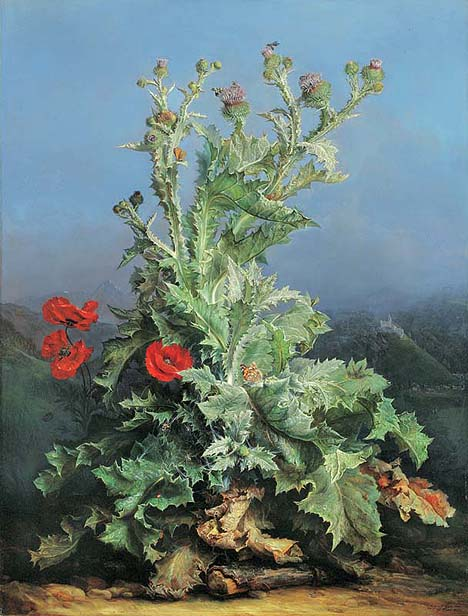
Großes Distelstillleben mit Mohnblumen und Schmetterlingen

Franz Xaver Gruber wurde bereits im Alter von 15 Jahren an der Wiener Akademie als Schüler aufgenommen. Schon im Jahr 1822 erhielt er den Gundelschen Preis für Blumenmalerei, anschließend war er Zeichenlehrer an einem Institut. Um sich in der Botanik weiterzubilden, nahm er auch an Vorlesungen von Jacquin teil. Er war ab 1835 Professor an der Manufakturschule und gründete eine private Elementar-Zeichenschule.
Für Fürst Metternich schuf er in den Jahren von 1839 bis 1859 eine Aquarellsammlung über sämtliche Kamelien, und für Kaiser Ferdinand I. malte er auf Aquarellen zahlreiche Orchideen und Palmenarten. Als Modelle dienten ihm die Pflanzen des Palmenhauses Schönbrunn. In späteren Jahren versetzte er seine Pflanzenporträts in Landschaften und fügte mitunter auch Tiere hinzu. Sein Großes Distelstillleben mit Mohnblumen und Schmetterlingen war ein Erfolg auf der Pariser Weltausstellung 1855, und so fertigte er mehrere Fassungen davon an. Darauf geht sein Spottname Distelgruber zurück.
Auch seine beiden Geschwister Carl Franz Gruber (1803–1845) und seine Schwester Katharina, verheiratete Hawelek (1807–1859), waren Blumenmaler.